# سوراوجين (رامند الجنوبي)
سوراوجين (بالفارسية: سوراوجین) هي قرية تقع في إيران في قسم رامند الجنوبي الريفي. يقدر عدد سكانها بـ 191 نسمة .